# Tibouchina andreana
Tibouchina andreana är en tvåhjärtbladig växtart som beskrevs av Célestin Alfred Cogniaux. Tibouchina andreana ingår i släktet Tibouchina och familjen Melastomataceae. Inga underarter finns listade i Catalogue of Life.